# Enrico Ferri (criminologue)
Pour les articles homonymes, voir Enrico Ferri et Ferri.
Enrico Ferri, né le 25 février 1856 à San Benedetto Po et mort le 14 avril 1929  à Rome, était un criminologue et homme politique italien.
Il est considéré comme l'un des fondateurs de la criminologie moderne. Cofondateur de l’École italienne de criminologie avec Cesare Lombroso et Raffaele Garofalo, Enrico Ferri contribua à établir les thèses de l'anthropologie criminelle. Toutefois, soucieux de sortir de la vision strictement anthropologique de C. Lombroso, il fit beaucoup pour la promotion de sa sociologie criminelle notamment en élargissant la palette des causes de la délinquance.

## Biographie

### Le criminologue
En 1884, il écrivit La Sociologie criminelle.
Cofondateur de l'École pénaliste italienne avec Cesare Lombroso et Raffaele Garofalo, Enrico Ferri contribua à établir les thèses de l'anthropologie criminelle.
E. Ferri soucieux de sortir de la vision strictement anthropologique de C. Lombroso fit beaucoup pour la promotion de sa sociologie criminelle en élargissant la palette des causes de la délinquance. Accessoirement, il rallia C. Lombroso au socialisme au début du siècle.

### L'homme politique
Ancien membre de l'Extrême gauche historique, il fut député, représentant le Parti radical puis le Parti socialiste italien (PSI). En tant que socialiste, il fut de 1899 à 1906 un leader et tribun charismatique des intransigeants, aile gauche du parti qui s'allia, un moment, avec les syndicalistes révolutionnaires. Il dirigea de 1903 à 1908 le quotidien officiel du parti, Avanti!. Il s'écarta par la suite du militantisme.
Pendant la Première Guerre mondiale, ne faisant pas mystère de sa sympathie pour l'interventionnisme, il demeure officiellement favorable à la neutralité italienne. Réélu après guerre dans sa région de Mantoue sur les listes du PSI, il adhère en 1922 au PSU avant de se rallier progressivement au fascisme. Il devient sénateur en 1929.
Il est un théoricien populaire de la Deuxième Internationale où il s'est illustré par des textes comme Socialismo et scienza positiva de 1894, dans lequel il mêle les philosophies de Darwin, Spencer, et Marx.

## Œuvres
- Studi dalla criminalità in Francia dal 1826 al 1878, 1881.
- Socialismo e criminalità, 1883.
  - La Sociologie criminelle, 1893[1].
- Sociologia criminale, 1884.
- (it) Relazione sui discorsi inaugurali dei rappresentanti il pubblico ministero negli anni 1884 e 1885, Rome, Tip. Fratelli Bencini, 1886 (lire en ligne)
- Socialismo e scienza positiva, 1894.
  - Socialisme et science positive (Darwin-Spencer-Marx), 1896
- Les Criminels dans l'art et la littérature[2], Paris, Félix Alcan, coll. «Bibliothèque de philosophie contemporaine», 1897
- I socialisti nazionali e il governo fascista, 1923.
- Il Fascismo in Italia e l'opera di Benito Mussolini, 1928.

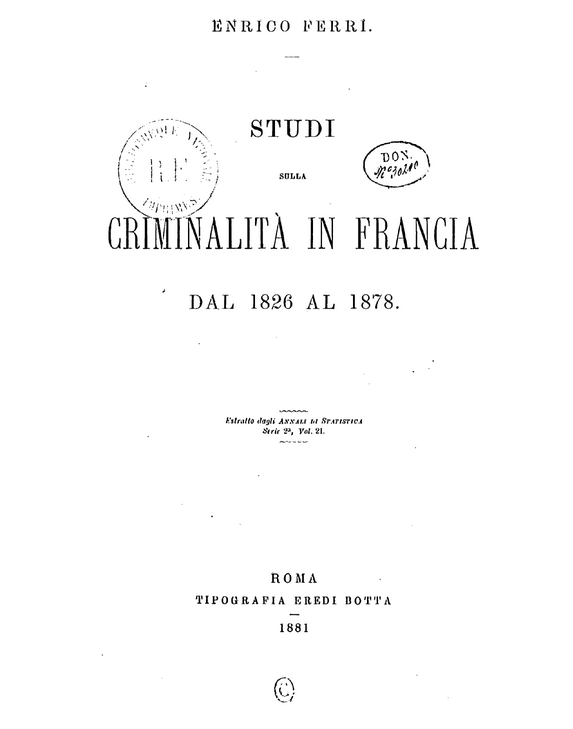
Studi dalla criminalità in Francia dal 1826 al 1878, 1881
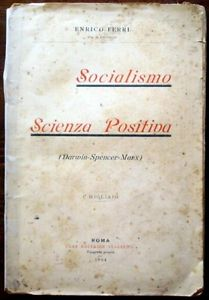
Socialismo e scienza positiva, 1894
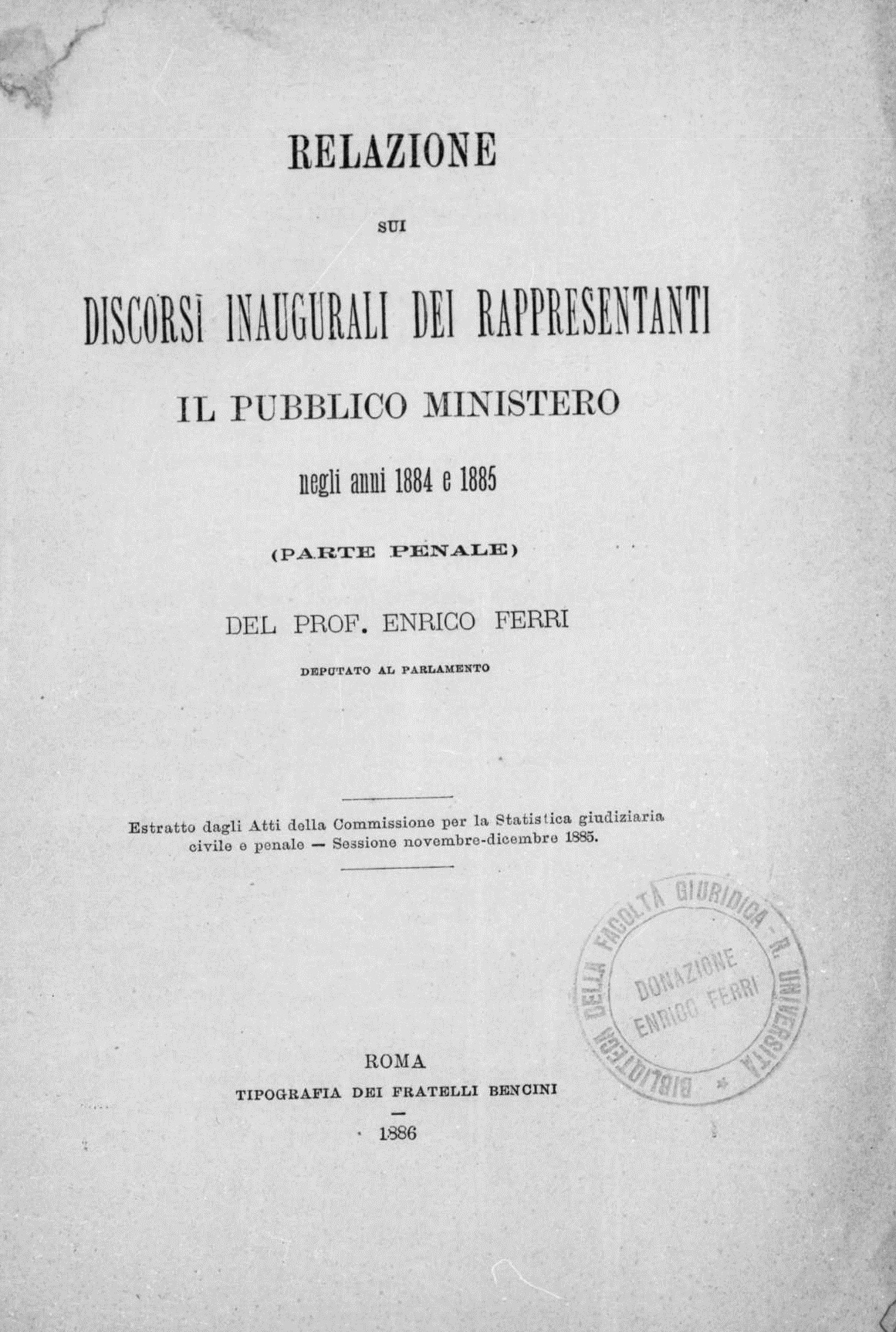
Relazione sui discorsi inaugurali dei rappresentanti il pubblico ministero negli anni 1884 e 1885, 1886
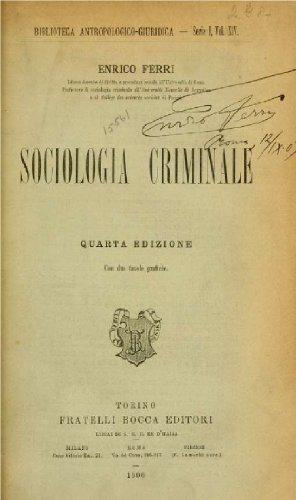
Sociologia criminale, 4e edition, 1906